# Simon Vincent
Simon Vincent (* 1967 in London) ist ein britischer Pianist, Komponist, Musikverleger und Performer.

## Leben
Vincent studierte ab 1986 Neue Musik und Elektroakustische Musik bei Denis Smalley an der University of East Anglia. Er beendete seine Studien mit dem Bachelor of Arts (Hons.) 1990 und dem Master of Music 1993. Später besuchte er Kompositionsseminare bei Karlheinz Stockhausen in Kürten.
Er stand bereits mit der Funk-Band Forehead, bei elektroakustischer Musik im Zapruda Trio mit Sten-Olof Hellstrom und John E. Bowers, mit VHF um Simon H. Fell und Graham Halliwell, mit der Hip-Hop-Gruppe Def Tex, den Jazz-Musikern Art Farmer und Pete Jacobson, im Drum-and-Bass-Trio mit Pete Kubryk-Townsend und Russ Morgan sowie als DJ mit LTJ Bukem, Mr. Scruff, Carl Craig, Stacey Pullen, Jazzanova und Rainer Trüby auf der Bühne.
Er war 1997 Gründer des Independent Labels Visionofsound in London.
Kompositionsaufträge erhielt er u. a. von der Dorothea Hare Foundation (Norwich), der Colin Poole Dance Company (London) und von Shelley Fox auf der London Fashion Week. Seine Kompositionen wurden u. a. beim Huddersfield Contemporary Music Festival uraufgeführt.
Derzeit arbeitet er an einem neuen Werk für das Ensemble Sortisatio.
Vincent hielt Gastvorträge an der City University London von 2000 bis 2003, während des International Bartók Seminar and Festival in Szombathely (Ungarn), an der Universidad Iberoamericana und am Centro Mexicano para la Música y las Artes Sonoras (Mexiko), an der Bahcesehir University in Istanbul und der University of East Anglia in Norwich.
Er lebt in Lincoln, England.